# 갤럽 인터내셔널
갤럽 인터내셔널 협회(Gallup International Association, GIA)는 스위스 취리히에 등록된 여론 조사 기관 협회다. 갤럽 인터내셔널 협회는 1947년 영국 Sussex의 Loxwood Hall에서 설립되었다. 조지 갤럽 박사는 1984년 사망할 때까지 초대 회장을 역임했다. 2018년 1월, 경영본부를 오스트리아 비엔나로 이전하였다.
미국의 Gallup Inc.과 Gallup International Association(GIA)은 Gallup 이름 사용에 대한 법적 분쟁에 연루되었다. Gallup International Association 또는 그 회원들은 더 이상 Gallup International Association의 회원이 아닌 워싱턴 DC에 본사를 둔 Gallup Inc.와 관련이 없다.
이사회는 Kancho Stoychev(회장), Michael Nitsche(전무), Johnny Heald(부회장), Dr. Andrey Milekhin (부회장) 그리고 Dr. Munqith Dagher(MENA 지역 이사)다. 갤럽 인터내셔널은 유니세프, BBC 월드 서비스, 및 국제 투명성 기구와 몇 가지 설문 조사를 공동으로 진행했다. 이 데이터는 The Guardian, The Economist, BBC 뉴스, CNN, 및 로이터와 같은 매체에서도 참조되었다.